# Procerura violacea
Procerura violacea är en urinsektsart. Procerura violacea ingår i släktet Procerura och familjen Isotomidae.

## Underarter
Arten delas in i följande underarter:
- P. v. aequaoculata
- P. v. violacea